# Ernst Wilhelm Bohle
Ernst Wilhelm Bohle (Bradford, 23 juli 1903 - Düsseldorf, 9 november 1960) was een Duitse SS-Obergruppenführer (luitenant-generaal) tijdens de Tweede Wereldoorlog. Hij leidde van 1934 tot 1945 de NSDAP/AO, een buitenlandse organisatie van de NSDAP. Hij was staatssecretaris van Buitenlandse Zaken (Staatssekretär im Auswärtigen Amt) en parlementslid voor de NSDAP in de Rijksdag.

## Leven
Ernst Wilhelm Bohle werd geboren op 23 juli 1903 in Bradford als zoon van een naar Engeland geëmigreerde college-leraar Hermann Bohle (1876–1943). In 1906 verhuisde hij naar Kaapstad, waar zijn vader een hoogleraarschap van elektrotechniek aan de Universiteit van Kaapstad had gekregen. Bohle ging in Kaapstad naar de hogeschool. Later studeerde hij aan de Universiteit van Keulen en de Humboldt-universiteit te Berlijn politicologie en bedrijfseconomie, en sloot deze studies in december 1923 aan de handelsschool in Berlijn met een diploma bedrijfskunde af. Tijdens zijn studie werd Bohle in 1922 lid van de Berlijnse studentenvereniging Gothia. Bohle was van 1924 tot 1930 als filiaalhouder en agent in een import-exporthandel voor verschillende bedrijven in het Rijnland werkzaam, en richtte later in Hamburg een bedrijf van autoaccessoires op, dat hij ook leidde. Tijdens de crisis van de jaren 30 werd hij werkloos en kon hij zijn familie in Hamburg nauwelijks onderhouden. In 1931 solliciteerde hij met succes voor een functie in de buitenlandse organisatie van de NSDAP, die naar een Afrika-specialist zocht.  

### Carrière in het nationaalsocialisme
Op 1 mei 1932 werd Bohle lid van de NSDAP. Enige tijd later op 13 september 1936 werd hij ook lid van de SS, en kreeg meteen de rang van een SS-Brigadeführer.
In december 1931 werd hij de assistent van Hans Nieland, de leider van de NSDAP/AO, aanvankelijk verantwoordelijk voor Zuid- en Zuidwest-Afrika, later ook voor Noord-Amerika. Deze organisatie werd op 1 mei 1937 in Hamburg door de toenmalige NS-Rijksorganisatieleider (NS-Reichsorganisationsleiter) Gregor Strasser opgericht, die Hans Nieland als hoofd van deze organisatie benoemde. Gregor Strasser zijn positie werd door het slechte resultaat van de Duitse Rijksdagverkiezingen november 1932 in twijfel getrokken. Dat had ook van invloed op Nieland, die zich op 8 mei 1933 uit zijn positie terugtrok. Hij was tussentijds hoofd van het politiebureau van Hamburg en later lid van de deelstaatregering van Hamburg. In oktober 1933 werd de AO toegewezen aan de staf van de plaatsvervanger van de Führer Rudolf Hess.
De AO was de enige partijorganisatie die in het buitenland verantwoordelijk was voor partijleden. In bijna elk land werd een van deze AO-ondergeschikte partijgroepen van de NSDAP opgericht. Volgens de encyclopedie van het nationaalsocialisme lagen de "hoofdactiviteiten in de ideologische scholing van partijleden en Rijksduitsers in de strijd tegen vijandige propaganda en assimilatiepolitiek“. De activiteit van de AO, "die ook zijn contacten voor spionage en politieke druk gebruikte“, belastte veelal de relaties met andere naties.
Bohle werd in de rang van een gouwleider (Gauleiter) met de leiding van het AO belast. Hij was in partijkringen zeer gerespecteerd. Joseph Goebbels schreef in zijn dagboek van 7 november 1935 „een van onze meest capabele mensen“ („eine(n) unserer fähigsten Leute“). In maart 1935 werd de AO naar Berlijn verhuisd. De AO werd een van de machtigste organisaties. Ze had voor de oorlog naar verluidt meer dan 800 werknemers. Na de verhuizing van de Bohles naar Berlijn kwam ook vader Bohle terug uit Zuid-Afrika. Hermann was van 1932 tot 1934 Landesgruppenleiter voor de NSDAP/AO in de Unie van Zuid-Afrika geweest, en fungeerde vanaf 1938 als president van de in Berlijn gevestigde Duits-Zuid-Afrikaanse vereniging (Deutsch-Südafrikanischen Gesellschaft).
In januari 1937 benoemde Hitler Bohle als chef van de NSDAP/AO in de rang van een staatssecretaris z. b. V in het Buitenlandse Zaken ambt (Auswärtigen Amt (AA)). Bohle werkte als staatssecretaris in deze autoriteit in de zaken van de NSDAP/AO, hij leidde deze wereldwijde algemene organisatie als gouwleider. Na Rudolf Hess zijn vlucht naar Schotland in 1941, werd Bohle zijn positie moeilijk. Bohle moest Hitler onthullen dat hij in de herfst van 1940 voor Hess een brief in het Engels moest vertalen die Hess naar verluidt naar een politicus in Engeland wilde sturen, en die pas na zijn vlucht naar Schotland afgegeven had. Joachim von Ribbentrop maakte het hem na 10 mei 1941 moeilijk en dwong hem de facto eind 1941 uit zijn ambt in AA. De rang van staatssecretaris en salaris hield Bohle tot 8 mei 1945 (andere bronnen vermelden titulaire staatssecretaris, zonder salaris). Hij behield de verantwoordelijkheid voor de AO. Bohles ontslag werd voor de buitenwereld geheim gehouden, om geen onaangename discussies te veroorzaken.
Vanaf 12 november 1933 tot het einde van het „Derde Rijk“ was Bohle parlementslid voor de NSDAP in de Rijksdag, eerst voor de kieskring Hamburg en later voor de kieskring Württemberg werkzaam.

### Na de oorlog
In de zomer van 1945, was Bohle samen met andere belangrijke leden van de NSDAP en Wehrmacht in het Luxemburgse krijgsgevangenkamp nr. 32 (kamp Ashcan) in het Mondorf-les-Bains geïnterneerd. In september 1945 werd het kamp opgeheven.
Op 11 april 1949 werd Bohle in een vervolgprocessen van de Processen van Neurenberg, tot 5 jaar gevangenisstraf veroordeeld. Er werd hem op 21 december 1949 door de Hoge Commissaris John McCloy gratie verleend.
Ernst Wilhelm Bohle gaf in de naoorlogse periode de impuls voor de oprichting van een geheel nieuwe organisatie, die zich voor de uitbreiding van de internationale economische betrekkingen met de Unie van Zuid-Afrika te bevorderden. Over de verschillende tussenstadia, aan het begin van 1950 behoorden de "Zuid-Afrikaanse studieverenigingen" in Hamburg, München, Stuttgart en Düsseldorf (het Düsseldorfse district werd door de voormalige "Rijksperschef" Otto Dietrich) geleid. In 1965 werd de Duits-Zuid-Afrikaanse vereniging (Deutsch-Südafrikanische Gesellschaft) (DSAG) opnieuw opgericht. 
Robert Kempner wijdde een kort "overlijdensbericht" aan Bohle ter gelegenheid van zijn overlijden. Hij had Bohle in de gevangenis van Landsberg leren kennen bij het verwerken van gratieverzoek, en beschreef hem als een van de weinige die uitdrukkelijk de wandaden van nazi-Duitsland had betreurd en om vergiffenis had gevraagd.

### Familie
Bohle trouwde op 14 november 1925 met Gertrud Bachmann (geboren 21 november 1904 in Wilhelmshöhe bij Kassel). Het echtpaar kreeg een zoon (geboren 15 juli 1928). Het huwelijk hield geen stand, en kwam tot een einde enige tijd na de Processen van Neurenberg. Bohle had daarna een relatie met zijn advocaat Elisabeth Gombel.

## Carrière
Bohle bekleedde verschillende rangen in zowel de Allgemeine-SS als NSDAP. De volgende tabel laat zien dat de bevorderingen niet synchroon liepen.
| Datum              | NSDAP               | Allgemeine-SS        | Rijksministerie     |
| ------------------ | ------------------- | -------------------- | ------------------- |
| 17 februari 1934:  | Gauleiter der NSDAP | —                    | —                   |
| 13 september 1936: | —                   | SS-Brigadeführer     | —                   |
| 20 april 1937:     | —                   | SS-Gruppenführer     | —                   |
| 21 december 1937:  | —                   | —                    | Unterstaatssekretär |
| Ca. 1938:          | —                   | —                    | Staatssekretär      |
| 21 juni 1943:      | —                   | SS-Obergruppenführer | —                   |

## Lidmaatschapsnummers
- NSDAP-nr.: 999 185[15] (lid geworden 1 maart 1932[14][18][6][7])
- SS-nr.: 276 915[15][7][18] (lid geworden 13 september 1936[7][14]) (andere bron vermeld SS-nr.: 726 915)[6]

## Onderscheidingen
Selectie:
- Ehrenwinkel der Alten Kämpfer[4] in 1934[20]
- Dienstonderscheiding van de NSDAP in brons (voor 10 dienstjaren)[21] op 30 januari 1941[18][7][22][20]
- Kruis voor Oorlogsverdienste, 1e Klasse en 2e Klasse[18][21](30 januari 1942[20][7][22])
- Gouden Ereteken van de NSDAP[18][19] op 30 januari 1937[6][10][21][20]
- SS-Ehrenring[17][18][21][19] 1 december 1937[4][20]
- Ehrendegen des Reichsführers-SS[15][18][21] 1 december 1936[4][19][20]
- Grootofficier in de Orde van de Italiaanse Kroon[4][22][20]
- Grootkruis in de Orde van de Juk en de Pijlen (Spanje) op 21 oktober 1940[4][22][20]
- Grootofficier in de Nationale Orde van de Condor van de Andes op 29 december 1936[4][22][20]
- Orde van Verdienste, 1e Klasse[4][22] in 1942/1943[6][20]
- Gouden Ereteken van de Hitlerjeugd met Eikenloof[22]/ andere bron vermeldt: zonder Eikenloof[20]